# Íránské námořnictvo
Íránské námořnictvo (persky نیروی دریایی جهموری اسلامی ایران‎) jsou nejmenší složkou íránských ozbrojených sil. Jejich hlavním úkolem je pobřežní ochrana Íránu.

## Historie
Před rokem 1971 bylo íránské námořnictvo vybaveno hlavně americkými a britskými bojovými plavidly, jako jsou torpédoborce, fregaty a vznášedla V roce 1971 íránský šáh plánoval nákupem nových plavidel rozšířit svůj vliv do Indického oceánu, ale v tom mu zabránil nedostatek finančních prostředků a islámská revoluce v roce 1979.

### Poválečné období
Do poválečného období vstoupil Írán se skromnou flotilou tvořenou třemi hlídkovými čluny postavených v roce 1931. Dále s motorovými čluny postavenými v roce 1935 a sloužícími do roku 1972. Všechna tato plavidla byla původem z Itálie. Tyto čluny byly vybaveny 47mm kanónem Škoda a jedním kulometem.

### Modernizace počátkem 60. let
Počátkem 60. let zakoupil íránský šáh první torpédoborec třídy Battle typu 1942 rozestavěný ještě za druhé světové války. Torpédoborec byl vybaven čtyřmi kanóny ráže 114 mm, čtyřnásobným vypouštěcím zařízením pro střely Seacat a vrhačem hlubinných pum Squid. V roce 1976 byl tento torpédoborec modernizován v Jihoafrické republice.
V 70. letech Írán získal další dva torpédoborce z amerických přebytků. Jednalo se o torpédoborce Zellars a Stormes, patřící k druhoválečné třídě Allen M. Sumner. Oba byly modernizovány v programu FRAM II. Írán je posléze přejmenoval na Babr (ببر ) (česky Tygr) a Palang (پلنگ ) (česky Leopard) Torpédoborce byly v roce 1974 výrazně modernizovány a modifikovány pro nesení dvou vrtulníků Augusta Bell 204.

### Fregaty
Nejvýznamnějšími fregatami íránského námořnictva se stala čtyři plavidla třídy Alvand (Sám) postavená na konci 60. let ve Velké Británii (Sahand v roce 1988 potopilo americké námořnictvo). Výzbroj tvoří pětinásobné vypouštěcí zařízení pro střely Sea Killer a kontejnery pro rakety Seacat. V roce 1978 byl schválen nový program výstavby nových fregat odpovídajících standardu NATO. Výzbroj tvořily dva čtyřnásobné vypouštěcí kontejnery pro střely Harpoon a jeden osminásobný vypouštěcí kontejner střel Sea Sparrow. Kanónová výzbroj se skládala z jednoho kanónu ráže 127 mm a dvou rotačních kanónu Phalanx. Protiponorkovou výzbroj tvořily dva 342 mm torpédomety. Nástupem Ajatolláha Chomejního k moci byl však celý projekt ukončen.

### Hlídkové čluny
Před začátkem íránsko – irácké války disponoval Írán dvanácti bojovými čluny třídy Combattante II. Tyto čluny jsou vybaveny dvěma dvojitými odpalovacími kontejnery raket Harpoon. V době války s Irákem byly dva čluny poškozeny a jeden potopen. V roce 1988 při útoku na americké lodě byl ztracen další člun.

## Vývoj od roku 1990

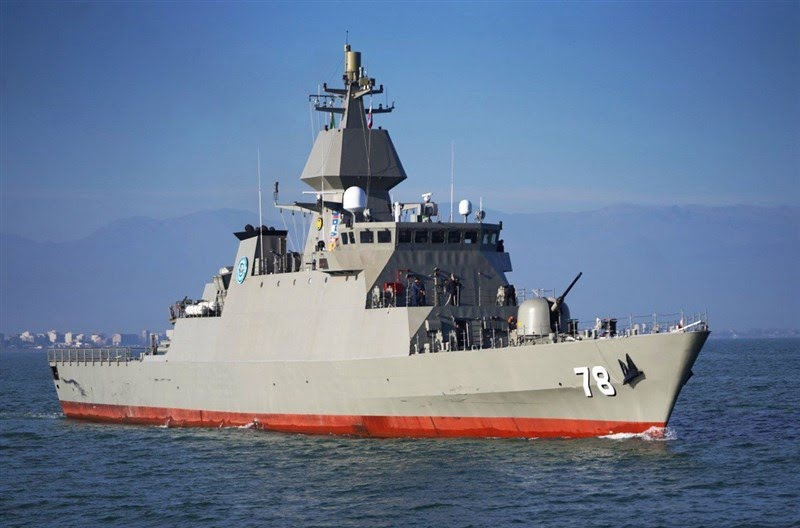
Fregata Dena třídy Moudž v roce 2023

Po skončení osmileté války s Irákem začal Írán vybavovat své námořnictvo ponorkami. V roce 1992 zakoupil z Ruska první ze tří moderních konvenčních ponorek Projektu 877 v kódu NATO Kilo, které jsou páteří íránské podmořské flotily. Jde o moderní dieselelektrická víceúčelová plavidla, jež jsou označována za mimořádně tichá; při rychlosti pod pět uzlů jsou prakticky nezjistitelná. Kromě tří ruských lodí vlastní Írán i několik typů podvodních plavidel vlastní výroby. Největší z nich jsou pobřežní ponorky třídy Ghadir, z nichž první vstoupila do služby počátkem roku 2006. Dnes jsou v provozu minimálně tři exempláře. Lodě třídy Ghadir dosti připomínají některé třídy severokorejských plavidel jako Yugo, Sang O nebo P 4.
V roce 2010 Írán zakoupil pomocí prostředníků závodní jachtu Bradstone Challenger. Írán hodlá tento člun okopírovat a vyzbrojit raketovými torpédy Hoot / Škval.
V letech 2010–2015 byly do služby zařazeny první dvě jednotky třídy Moudž. Íránské námořnictvo je klasifikuje jako „torpédoborce“, avšak svou velikostí a výzbrojí plavidla fakticky spadají do kategorie fregat. Plavidla jsou vybaveno kanóny, protilodními a protiletadlovými střelami, torpédomety i palubním vrtulníkem. Dosahují rychlosti 30 uzlů.

## Plavidla

### Ponorky

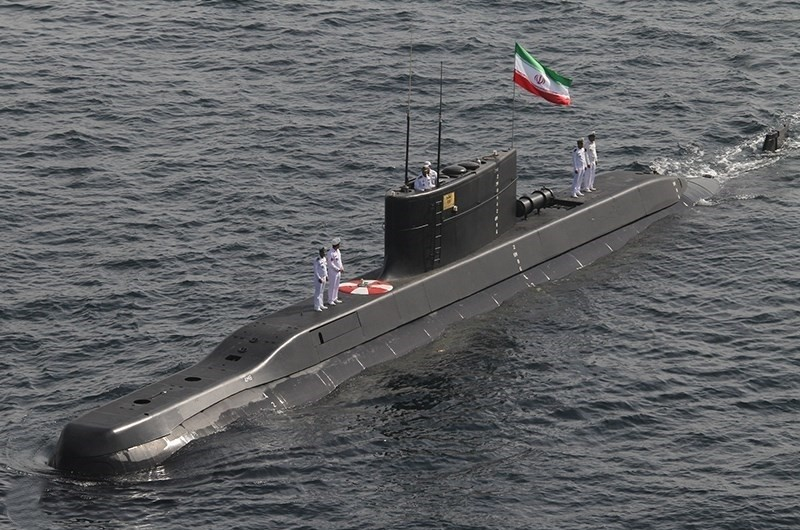
Ponorka Fateh

- Projektu 877EKM / třídy Kilo (3 ks)
- Třída Fateh (1 ks)
- Třída Ghadir – miniponorky

### Fregaty
- Třída Moudž (3 ks)
- Třída Alvand (3 ks)

### Korvety
- Třída Bayandor (2 ks)

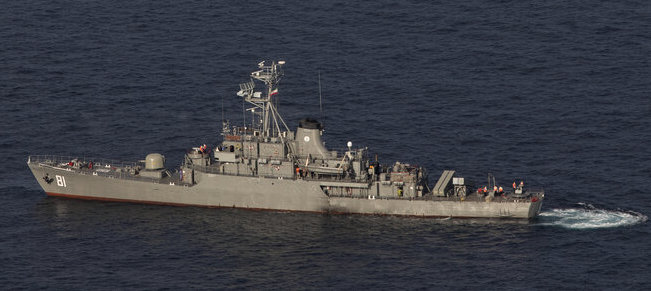
Korveta Bayandor v roce 2019

- Hamzeh (802) – původně královská jachta

### Raketové čluny

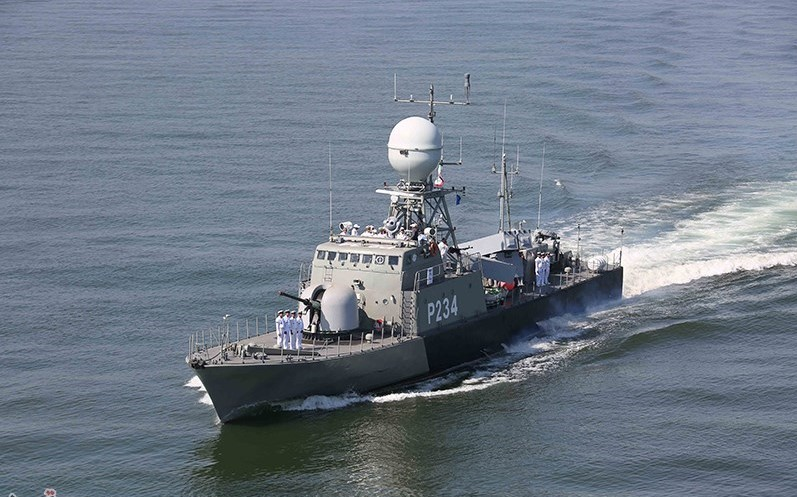
Raketový člun Separ (P234) třídy Sina v roce 2017

- La Combattante II
  - Třída Sina (6 ks)
  - Třída Kaman (10 ks)

### Výsadkové lodě
- Třída Karbala (6 ks)
- Třída Hengam (4 ks)

### Pomocná plavidla

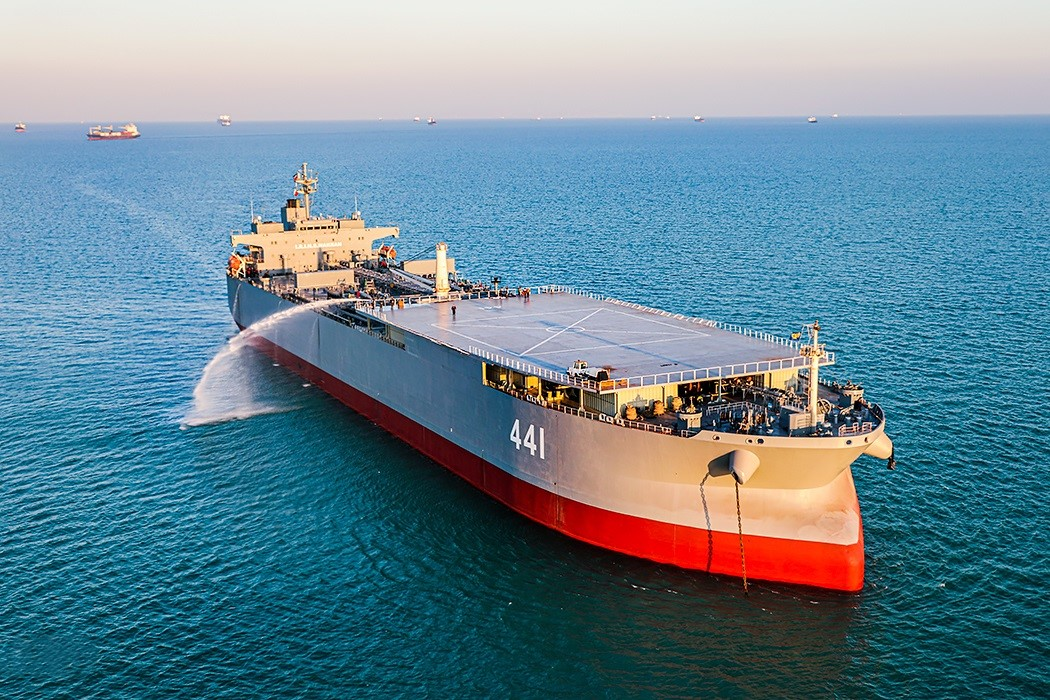
Makrán (441)

- Zagros (313) – zpravodajská loď (oficiálně zpravodajský torpédoborec)[1]
- Makrán (441) – mobilní báze
- Třída Kangan (4 ks) – tankery
- Třída Bandar Abbas (2 ks) – zásobovací lodě
- Třída Delvar (7 ks) – pomocné lodě

## Plánované akvizice
- Kordestán (442) – mobilní báze